# بووفرت (کارولینای شمالی)
بووفرت (به انگلیسی: Beaufort) شهری در ایالت کارولینای شمالی کشور ایالات متحده آمریکا است که جمعیت آن در سرشماری سال ۲۰۱۰ میلادی، ۴٬۰۳۹ نفر بوده‌است.